# S-1 Sverige
S-1 Sverige är en svensk trämotorbåt som är konstruerad och byggd för att sätta hastighetsrekord. Båten ritades år 1929 av Ruben Östlund för att utmana världens då snabbaste båt, Garfield Woods Miss America VIII (89,4 knop kring 1930). Av olika skäl blev dock båten inte byggd vid denna tid. Istället blev projektet återupplivat mer än 80 år senare, när Johansson & Son Båtbyggeri i Holmsund till slut byggde båten 2011–2012 enligt originalritningarna. 
Målet för att bygga S-1 Sverige var att nå 185 km/t (100 knop). Idag betraktar man dock inte längre detta som realistiskt. År 2012 uppnåddes 65 knop och 2013 80 knop. År 2015 uppskattades 77 knop. Det nuvarande världsrekordet för träbåtar är 81 knop (149,86 km/h) och sattes av Garfield Wood 1928 med Miss America VIII. S-1 Sverige konstruerades för dubbla Packard V12-motorer på över 1.000 hästkrafter vardera. Vid realiseringen av projektet 2011–2012 valdes istället två 27-liters Rolls Royce Meteor på vardera 1.250 hk. Sedan färdigställandet 2012 har båten drabbats av minst två krascher i hög hastighet i vattnen kring Sandhamn, den ena 2012 och den andra 2015. Vid båda tillfällena drabbades båten av omfattande skador. Besättningen klarade sig dock förhållandevis väl. Efter båda gångerna har båten kunnat restaureras till körbart skick. Är 2015 var båtens ägare finansmannen Karl Perlhagen.

## Historik
Båten ritades 1929 av Ruben Östlund på begäran av medlemmar av Kungliga Motorbåt Klubben. Den byggdes för att utmana världens snabbaste båt Miss America VIII i en tävling på Hudsonfloden i USA. Byggprojektet lades dock ned på grund av börskraschen på Wall Street samma år. Hösten 2011 startade byggandet av båten i Sverige av Johansson & Son Båtbyggeri i Holmsund efter originalritningarna från 1929. Båten var klar och ställdes ut på mässan Allt för sjön i mars 2012.

## Teknik
Båten har två 27-liters Rolls Royce Meteor V12-bensinmotorer från Centurion stridsvagnar, som är baserade på den typ av motor som används i det brittiska jaktflygplanet Supermarine Spitfire. Med kompressor producerar de två motorerna tillsammans cirka 1.800 kW (2.500 hk) och 2.400 Nm. Båten har en fast propelleraxel vinklad 5-6 grader. Med denna inställning antas toppfarten vara cirka 81 knop (150 km/t).

## Olyckor
I maj 2012 sjönk båten delvis i Sandhamn efter att en propeller hade träffat något hårt under en av de första testkörningarna. Detta resulterade i att propelleraxeln och orsakade ett hål i skrovet, vilket innebar att båten tog in stora mängder vatten och att endast den främre delen av båten stack upp ur vattnet. Inga personer skadades.
I juli 2015 kapsejsade båten i hög hastighet under en förevisning på Powerboat Weekend i Sandhamn, där båten skulle färdas en nautisk mil (1852 m) på så kort tid som möjligt. Båten snurrade ett helt varv och besättningen blev kraftigt mörbultade av båtens interiör innan de kastades ut ur båten. Två av tre ombord på båten transporterades till sjukhus, men alla undkom allvarliga skador. Båten sjönk till cirka 10 meters djup. Den bärgades senare och byggdes om vid Johansson & Son Båtbyggeri.